# Romulea schlechteri
Romulea schlechteri är en irisväxtart som beskrevs av Augusto Béguinot. Romulea schlechteri ingår i släktet Romulea och familjen irisväxter. Inga underarter finns listade i Catalogue of Life.